# Rinderkennzeichnungs- und Rindfleischetikettierungsüberwachungsaufgabenübertragungsgesetz
Het Rinderkennzeichungs- und Rindfleischetikettierungsüberwachungsaufgabenübertragungsgesetz, afgekort tot RkReÜAÜG (beluisterenⓘ), was een regionale Duitse wet, die van 12 februari 2000 tot 29 mei 2013 in de deelstaat Mecklenburg-Voor-Pommeren van kracht was. De wet regelde de overdracht van de bewakingsopgaven voor de etikettering van rundvlees en de markering van runderen; ze kreeg echter nationale bekendheid door de lengte van haar naam. De letterlijke Nederlandse vertaling luidt ‘Rundermarkerings- en rundvleesetiketteringsbewakingsopgavenoverdrachtswet’. De verrassend lange naam van de wet wordt vaak aangehaald als een grillig voorbeeld van het vermogen van Duitse en andere Germaanse talen om samengestelde woorden te vormen.
De wet werd reeds in 1999 in gedeeltelijke vorm voorgesteld in de landdag van Mecklenburg-Voor-Pommeren, onder de naam Rindfleischetikettierungsüberwachungsaufgabenübertragungsgesetz (afkorting RflEttÜAÜG), waarop sommige parlementsleden spontaan in lachen uitbarstten. Parlementsvoorzitter Till Backhaus verontschuldigde zich voor de mogelijk te lange titel van de wet. In hetzelfde jaar nam de Gesellschaft für deutsche Sprache Rindfleischetikettierungsüberwachungsaufgabenübertragungsgesetz in overweging als woord van het jaar.
Op 19 januari 2000 werd de wet door het parlement aangenomen en in het Gesetz- und Verordnungsblatt van Mecklenburg-Voor-Pommeren gepubliceerd, zij het onder de ietwat analytischer naam Gesetz zur Übertragung der Aufgaben für die Überwachung der Rinderkennzeichnung und Rindfleischetikettierung, waarbij Rinderkennzeichungs- und Rindfleischetikettierungsüberwachungsaufgabenübertragungsgesetz de zogenaamde ‘ambtelijke korte titel’ vormde. Op 29 mei 2013 werd de wet weer opgeheven.
Vanaf 25 december 2003 tot en met 29 november 2007 gold tevens een federale Duitse verordening inzake de overdracht van de bevoegdheid voor de goedkeuring van de verhandeling van grondstukken, met als ambtelijke korte titel Grundstücksverkehrsgenehmigungszuständigkeitsübertragungsverordnung. Het Nederlandse equivalent hiervan zou ‘Grondstukverhandelingsvergunningsbevoegdheidsoverdrachtsverordening’ heten.

## Taalkundige kenmerken
In taalkundig opzicht is een dergelijk woord een normale samenstelling: het bestaat uit meerdere aan elkaar verbonden woorden. In het geval van Rinderkennzeichnungs- und Rindfleischetikettierungsüberwachungsaufgabenübertragungsgesetz hebben is er in feite sprake van twee samenstellingen waarbij de eerste tot een elliptische constructie afgekort wordt. De wet behandelt namelijk niet enkel de ‘rundvleesetiketteringsbewakingsopgavenoverdracht’, maar eveneens de ‘rundermarkeringsbewakingsopgavenoverdracht’. Indien men dit voluit schrijft, verkrijgt men zodoende Rinderkennzeichnungsüberwachungsaufgabenübertragungsgesetz und Rindfleischetikettierungsüberwachungsaufgabenübertragungsgesetz.